# Trax (magazine)
Pour les articles homonymes, voir Trax.
Trax Magazine, ou simplement Trax, est un magazine mensuel français, créé en 1997, consacré à la musique électronique et aux cultures qui l'entourent. Le magazine et son site ont fermé en 2023. Son siège était situé au 55 ter rue de la Chapelle dans le 18e arrondissement de Paris.

## Histoire
Le magazine est créé en 1997 par Alexandre Jaillon et Franck Bolluyt, qui décident de monter une publication entièrement consacrée aux musiques électroniques. Le premier numéro paraît en juillet, avec les Chemical Brothers en couverture. Mais en 2004, l’éditeur du magazine Freeway dépose le bilan, Trax passe aux mains de Cyberpress et la rédaction est confiée à Patrice Bardot. En quelques mois, la cote du magazine remonte mais le propriétaire tombe en 2007. Trax intègre le groupe Technikart, Patrick Thévenin venu de Nova Mag prend la direction de la rédaction et Patrice Bardot quitte le magazine pour monter un magazine concurrent, Tsugi. En dix ans, cinq ou six rédactions en chef différentes se sont succédé sur des périodes marquées par des changements de fonds, de formules et de tons.
En juillet 2014, devant les choix éditoriaux et financiers de son propriétaire qui font face à la vision de la nouvelle équipe composée d’Edouard Rostand (rédacteur en chef), Arnaud Rollet (rédacteur en chef adjoint) et Smaël Bouaici (secrétaire de rédaction, aujourd’hui chez Nova et A Nous Paris), Antoine Buffard, ancien stagiaire et rédacteur en chef depuis un an, rachète le magazine à Technikart avec sa société Source Management et lance une nouvelle version papier, sous la direction artistique de Jean-Baptiste Levée.
Le 14 juin 2023, son rédacteur en chef, Simon Clair, annonce sur ses réseaux sociaux l'arrêt du magazine, en raison de la détérioration de la situation économique de la presse musicale française. Le dernier numéro 236, ne sera finalement pas imprimé et a été laissé en téléchargement libre.
Une grande soirée de closing est organisée le vendredi 23 juin 2023 au Point Ephémère afin de réunir une dernière fois tous les acteurs et contributeurs du média.

## Ouvrage publié
- 20 ans de musiques électroniques par Trax, Vanves, Hachette, coll. « Hors collection loisirs », 2017, 320 p. (ISBN 978-2-01-391882-4)